# Bryan Foy
Pour les articles homonymes, voir Foy.
Bryan Foy est un producteur, réalisateur et scénariste américain, né le 8 décembre 1896 à Chicago, Illinois (États-Unis) et mort le 20 avril 1977 à Los Angeles (Californie).

## Biographie

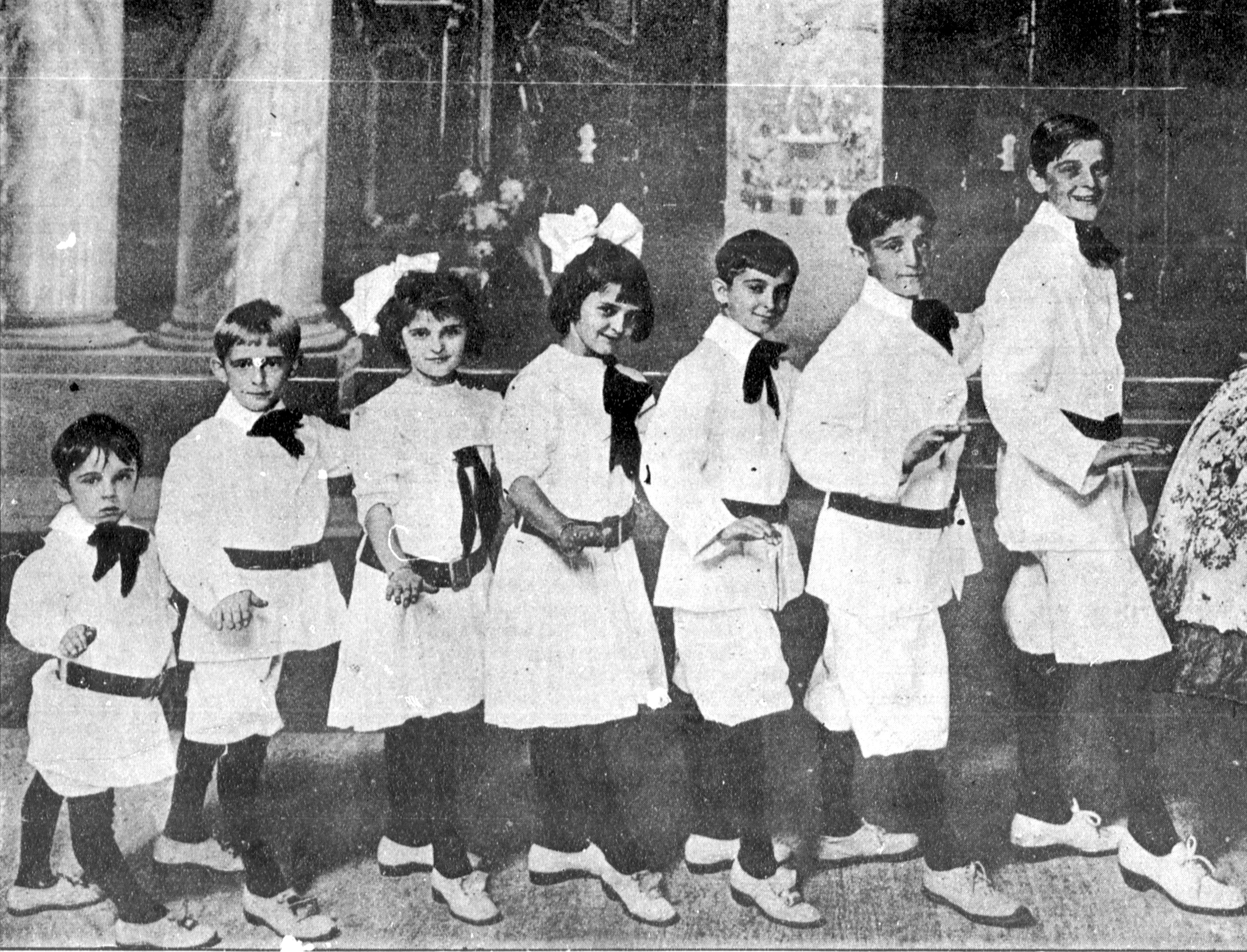
"The Seven Little Foys" (1916).

## Filmographie

### Comme producteur
- 1923 : Olympic Games
- 1924 : William Tell
- 1924 : Columbus and Isabella
- 1924 : Benjamin Frankin
- 1924 : Rip Van Winkle
- 1924 : Pocahontas and John Smith
- 1924 : Robinson Crusoe
- 1924 : Anthony and Cleopatra
- 1924 : Omar Khayam
- 1925 : Rembrandt
- 1925 : Nero
- 1928 : Lights of New York
- 1929 : The California Mail
- 1929 : Queen of the Night Clubs (en)
- 1929 : Grace La Rue: The International Star of Song
- 1930 : Harmonizing Songs
- 1930 : Websterian Students
- 1930 : The Music Racket
- 1930 : A Tenement Tangle
- 1931 : Hollywood Halfbacks
- 1932 : Running Hollywood
- 1932 : The Tenderfoot (en)
- 1932 : Doctor's Orders
- 1932 : The Hollywood Handicap
- 1933 : Myrt and Marge
- 1934 : Tomorrow's Children
- 1934 : High School Girl
- 1934 : Elysia, Valley of the Nude
- 1934 : That's Gratitude
- 1935 : Swellhead
- 1935 : I Live for Love
- 1935 : Personal Maid's Secret
- 1935 : La Veuve de Monte-Carlo (The Widow from Monte Carlo) d'Arthur Greville Collins
- 1936 : Freshman Love (en)
- 1936 : The Murder of Dr. Harrigan
- 1936 : Man Hunt
- 1936 : Road Gang
- 1936 : Brides Are Like That
- 1936 : Treachery Rides the Range
- 1936 : The Law in Her Hands
- 1936 : Murder by an Aristocrat
- 1936 : Two Against the World
- 1936 : Jail Break
- 1936 : Love Begins at Twenty
- 1936 : Down the Stretch
- 1936 : Isle of Fury
- 1936 : The Case of the Black Cat (en) de William C. McGann et Alan Crosland
- 1936 : California Mail (en) de Noel M. Smith
- 1936 : King of Hockey
- 1937 : Smart Blonde
- 1937 : Guns of the Pecos
- 1937 : Once a Doctor
- 1937 : Penrod and Sam
- 1937 : Midnight Court
- 1937 : Men in Exile
- 1937 : Melody for Two
- 1937 : Draegerman Courage (it)
- 1937 : Les conquérants de l'Ouest (en) (The Cherokee Strip) de Noel M. Smith
- 1937 : The Case of the Stuttering Bishop
- 1937 : Voleurs d'or (en) (Blazing Sixes) de Noel M. Smith
- 1937 : Fly Away Baby
- 1937 : Public Wedding
- 1937 : Crime au Far West (en) (Empty Holsters) de B. Reeves Eason
- 1937 : Marry the Girl
- 1937 : White Bondage
- 1937 : The Devil's Saddle Legion
- 1937 : Dance Charlie Dance
- 1937 : Wine, Women and Horses
- 1937 : Prairie Thunder
- 1937 : Love Is on the Air
- 1937 : The Footloose Heiress
- 1937 : L'Île du diable (Alcatraz Island) de William C. McGann
- 1937 : Over the Goal
- 1937 : West of Shanghai
- 1937 : The Adventurous Blonde
- 1937 : Expensive Husbands
- 1937 : Missing Witnesses
- 1937 : Sh! The Octopus
- 1937 : She Loved a Fireman
- 1937 : Hollywood Hotel de Busby Berkeley
- 1938 : Sergeant Murphy
- 1938 : The Patient in Room 18
- 1938 : The Invisible Menace
- 1938 : Blondes at Work
- 1938 : The Kid Comes Back
- 1938 : Daredevil Drivers
- 1938 : He Couldn't Say No
- 1938 : Over the Wall
- 1938 : Accidents Will Happen
- 1938 : The Beloved Brat
- 1938 : L'École du crime (Crime School)
- 1938 : When Were You Born
- 1938 : Mr. Chump
- 1938 : Troubles au Canada (Heart of the North)
- 1938 : Penrod's Double Trouble
- 1938 : Broadway Musketeers
- 1938 : Girls on Probation
- 1938 : Torchy Gets Her Man
- 1938 : Nancy Drew... Detective
- 1938 : Comet Over Broadway
- 1939 : Hommes sans loi (King of the Underworld)
- 1939 : L'Île du Diable (Devil's Island) de William Clemens
- 1939 : Torchy Blane in Chinatown
- 1939 : Nancy Drew... Reporter
- 1939 : Secret Service of the Air
- 1939 : Blackwell's Island
- 1939 : The Adventures of Jane Arden
- 1939 : On Trial
- 1939 : The Man Who Dared de Crane Wilbur
- 1939 : Women in the Wind
- 1939 : Torchy Runs for Mayor
- 1939 : Sweepstakes Winner
- 1939 : Code of the Secret Service
- 1939 : Nancy Drew... Trouble Shooter
- 1939 : Hell's Kitchen (en)
- 1939 : Waterfront
- 1939 : Torchy Blane.. Playing with Dynamite
- 1939 : Everybody's Hobby
- 1939 : Nancy Drew et l'escalier secret (Nancy Drew and the Hidden Staircase) de William Clemens
- 1939 : No Place to Go
- 1939 : Pride of the Blue Grass
- 1939 : Smashing the Money Ring
- 1939 : On Dress Parade
- 1939 : Kid Nightingale
- 1939 : Le Retour du docteur X (The Return of Doctor X)
- 1939 : Private Detective
- 1940 : Calling Philo Vance (en)
- 1940 : British Intelligence Service (British Intelligence)
- 1940 : Granny Get Your Gun
- 1940 : King of the Lumberjacks
- 1940 : Tear Gas Squad (en)''
- 1940 : Flight Angels (en)
- 1940 : Murder in the Air
- 1940 : A Fugitive from Justice
- 1940 : The Man Who Talked Too Much
- 1940 : Ladies Must Live
- 1940 : River's End
- 1940 : Money and the Woman
- 1940 : East of the River
- 1940 : Always a Bride
- 1940 : South of Suez
- 1940 : Lady with Red Hair
- 1941 : Flight from Destiny
- 1941 : Shadows on the Stairs
- 1941 : Knockout
- 1941 : A Shot in the Dark
- 1941 : Strange Alibi
- 1941 : Thieves Fall Out (en)
- 1941 : Singapore Woman
- 1941 : The Nurse's Secret
- 1941 : Underground
- 1941 : Bullets for O'Hara (en)
- 1941 : 'Smiling Ghost, The'
- 1941 : Nine Lives Are Not Enough
- 1941 : Law of the Tropics (en)
- 1941 : The Body Disappears
- 1941 : Steel Against the Sky
- 1941 : Dangerously They Live
- 1942 : Wild Bill Hickok Rides (en)
- 1942 : I Was Framed
- 1942 : Little Tokyo, U.S.A. (en)
- 1942 : Berlin Correspondent (en)
- 1942 : The Loves of Edgar Allan Poe
- 1942 : The Undying Monster
- 1943 : Chetniks
- 1943 : Guadalcanal (Guadalcanal Diary) de Lewis Seiler
- 1943 : Maîtres de ballet (The Dancing Masters)
- 1944 : Take It or Leave It
- 1945 : Doll Face
- 1945 : Laurel et Hardy toréadors (The Bullfighters)
- 1946 : If I'm Lucky (en)
- 1947 : It's a Joke, Son!
- 1947 : Dernière lune de miel (Lost Honeymoon) de Leigh Jason
- 1947 : Out of the Blue de Leigh Jason
- 1948 : Le Règne de la terreur (Adventures of Casanova)
- 1948 : Man from Texas
- 1948 : Pénitencier du Colorado (Canon City), de Crane Wilbur
- 1948 : Le Balafré (Hollow Triumph)
- 1948 : Il marchait dans la nuit (He Walked by Night)
- 1949 : Trapped
- 1950 : The Great Jewel Robber
- 1950 : Breakthrough
- 1950 : Témoin de la dernière heure (Highway 301)
- 1951 : I Was a Communist for the FBI
- 1951 : Les Révoltés de Folsom Prison (en) (Inside the Walls of Folsom Prison)
- 1951 : Les Tanks arrivent (en) (The Tanks Are Coming) de Lewis B. Seiler
- 1952 : Le Lion et le cheval (The Lion and the Horse)
- 1952 : Les Conquérants de Carson City (Carson City)
- 1952 : The Winning Team
- 1952 : The Miracle of Our Lady of Fatima
- 1952 : Panique à l'Ouest (Cattle Town)
- 1953 : L'Homme au masque de cire (House of Wax)
- 1954 : Crime Wave
- 1954 : The Mad Magician
- 1954 : The Bamboo Prison
- 1955 : Women's Prison
- 1956 : L'Enfer du Pacifique (Battle Stations)
- 1958 : Dans les griffes du gang (The True Story of Lynn Stuart)
- 1961 : Hold-up au quart de seconde (Blueprint for Robbery)
- 1962 : House of Women
- 1963 : Patrouilleur 109 (PT 109)

### comme réalisateur
- 1923 : Olympic Games
- 1923 : Somebody Lied
- 1924 : William Tell
- 1924 : Columbus and Isabella
- 1924 : Benjamin Franklin[1]
- 1924 : Rip Van Winkle
- 1924 : Pocahontas and John Smith
- 1924 : Robinson Crusoe
- 1924 : Anthony and Cleopatra
- 1924 : Omar Khayham
- 1924 : Pre-Historic Man
- 1924 : Ponce de Leon
- 1925 : Rembrandt
- 1925 : Sir Walter Raleigh
- 1927 : The Lash
- 1927 : Amateur Night
- 1927 : The Night Court
- 1928 : May McAvoy in Sunny California
- 1928 : The Bookworm
- 1928 : Miss Information
- 1928 : Lights of New York
- 1928 : The Home Towners
- 1929 : The Flattering Word
- 1929 : Finders Keepers
- 1929 : Queen of the Night Clubs
- 1929 : A Bird in the Hand
- 1929 : Die Königsloge
- 1930 : The Happy Hottentots
- 1930 : The Family Ford
- 1930 : The Gorilla
- 1931 : Stout Hearts and Willing Hands
- 1932 : His Vacation
- 1934 : Elysia, Valley of the Nude

### Comme scénariste
- 1925 : Bashful Jim
- 1927 : The Fortune Hunter
- 1927 : Sportif par amour (College), de Buster Keaton et James W. Horne
- 1937 : L'Île du diable (Alcatraz Island) de William C. McGann